# Australocarcinus palauensis
Australocarcinus palauensis is een krabbensoort uit de familie van de Chasmocarcinidae. De wetenschappelijke naam van de soort is voor het eerst geldig gepubliceerd in 1996 door Davie & Guinot.